# Paragliding
Paragliding er en sportsgren, hvor piloten flyver under en faldskærmslignende skærm. I paragliding benytter udøveren ofte opdriften fra skrænter og bjergkanter til at komme i vejret. Det er ligeledes muligt at lade sig trække op i luften ved brug af et spil eller en bil, som man kender det fra svæveflyvning.
Eller ved brug af en motor med propel som piloten har hængende på ryggen.
Under paragliding uden motor skal man bruge opdrift, enten fra termik (konvektion) eller vindens opadgående strøm ved mødet med en skrænt. Flyvning i Danmark foregår typisk ved kystvendte skrænter, f.eks. ved Gilleleje.
Paragliding er en "søster-sport" til drageflyvning (hanggliding) og udøves derfor ofte i samme regi. Mange af de danske klubber har således både drageflyvere og paraglidere som medlemmer.
I Danmark organiseres sporten af Dansk Hanggliding og Paragliding Union.

## Ekstern kilde/henvisning
- Dansk Hanggliding og Paragliding Union Arkiveret 28. oktober 2020 hos  Wayback Machine

| Sport | Spire Denne artikel om sport er en spire som bør udbygges. Du er velkommen til at hjælpe Wikipedia ved at udvide den. |